# Warszawa
Warszawa ([varˈʂava]ⓘ; phiên âm "Vác-sa-va"), tên chính thức là Thành phố Thủ đô Warszawa (tiếng Ba Lan: Miasto Stołeczne Warszawa) là thủ đô và là thành phố lớn nhất của Ba Lan. Thành phố đô thị của nó nằm bên bờ sông Vistula, đông trung bộ Ba Lan với dân số ước tính là 1,78 triệu người và toàn vùng đô thị là hơn 3,1 triệu người. khiến nó trở thành thành phố thủ đô đông dân thứ 8 trong Liên minh châu Âu. Giới hạn diện tích của thành phố là 516,9 kilômét vuông (199,6 dặm vuông Anh) trong khi vùng đô thị là 6.100,43 kilômét vuông (2.355,39 dặm vuông Anh). Warszawa là thành phố toàn cầu loại Alpha, một điểm du lịch tầm quốc tế lớn, và là một trung tâm văn hóa, chính trị, kinh tế quan trọng. Phố cổ Warszawa đã được UNESCO công nhận là Di sản thế giới.
Từng được mệnh danh là "Paris của phương Bắc", Warszawa được cho là một trong những thành phố đẹp nhất thế giới cho đến khi Chiến tranh thế giới lần thứ hai xảy ra. Bị Đức ném bom trong Chiến dịch Ba Lan năm 1939 với Cuộc bao vây Warszawa mà sau đó đã được trao tặng huân chương quân sự cao quý nhất Ba Lan cho chủ nghĩa anh hùng, Virtuti Militari.

## Lịch sử

### Trước khi trở thành thủ đô
Có các ghi chép từ thế kỷ 9 về dân cư và hoạt động kinh tế tại khu vực mà ngày nay là Warszawa, nhưng mãi đến thế kỷ 13 thì Warszawa mới chính thức được thành lập bởi các công tước của Mazovia. Trong khi phát triển như một trung tâm hành chính và kinh tế, Warszawa ở địa vị phụ thuộc Płock trong Mazovia cho đến thế kỷ 15, và là không phải là đối thủ cạnh tranh vị trí thủ đô của cố đô Kraków. Tuy nhiên, thành phố đã đạt được tầm quan trọng ngày càng tăng do sức mạnh kinh tế của mình và vị trí trung tâm chiến lược quan trọng ở Ba Lan, củng cố khi Sejm Ba Lan (Viện quý tộc) tái định cư vĩnh viễn trong thế kỷ 16, và nó đã trở thành địa điểm của cuộc bầu cử của hoàng gia.

### Là thành phố thủ đô của Ba Lan
Cho đến năm 1596, khi Warszawa trở thành thủ đô trên thực tế của đất nước khi vua Sigismund Vasa III, quyết định vĩnh viễn nơi ở Lâu đài Hoàng gia ở Warszawa. Thành phố bắt đầu phát triển nhanh chóng vượt ra ngoài những gì bây giờ là Phố Cổ và Phố Mới, một số thương nhân bắt đầu di chuyển vào và xây dựng lâu đài và cung điện xung quanh thị trấn. Vào thế kỷ 17, Praga (ở phía bên hữu ngạn của sông Vistula) được thành lập như một thị trấn riêng biệt (đến thế kỷ 19 mới trở thành một phần của Warszawa).
Trong khi bị tàn phá bởi chiến tranh và thiên tai như nhiều thành phố khác ở châu Âu trong giai đoạn này, Warszawa tiếp tục phát triển và hiện đại hóa, với nhà ở baroque, bao gồm Wilanów được xây dựng vào thế kỷ 17, và các vị vua Saxon bắt đầu các dự án quy hoạch đô thị quy mô lớn đầu tiên trong đầu những năm 1700. Vị vua cuối cùng của độc lập Ba Lan, Stanisław August Poniatowski, đã tiếp tục hiện đại hóa thành phố theo những lý tưởng của trào lưu Khai sáng trong nửa sau của thế kỷ 18.
Vào cuối thế kỷ 18, Cộng hòa Ba Lan suy yếu đã bị phân chia, thông qua một khoảng thời gian ngoại giao cưỡng bức, hành động quân sự và cuộc nổi dậy, và Warszawa đầu tiên rơi vào tay cai trị của Phổ, mất hầu hết tầm quan trọng của nó. Khi hoàng đế Pháp Napoleon hành quân về phía đông với quân đội của mình, ông tái lập một quốc gia Ba Lan nhỏ được gọi là Lãnh địa Warszawa, sau khi thủ đô cùng tên của nó, nhưng nó đã được tồn tại trong thời gian ngắn và bị thôn tín bởi các đế chế Nga vào năm 1815, sau khi thất bại của Napoleon.

### Dưới sự cai trị của Nga
Warszawa thực sự vẫn là một thành phố thủ đô dưới sự cai trị của Nga, khi Vương quốc Ba Lan được tái lập, mặc dù thuộc quyền của Nga hoàng và không có nhiều độc lập chính trị. Warszawa lúc đó là phía tây của thành phố lớn của đế quốc Nga và do đó sự tăng trưởng kinh tế như một trung tâm thương mại và công nghiệp. Trong khi cuộc nổi dậy lặp đi lặp lại và cố gắng để giành lại độc lập thất bại, Warszawa vẫn làm giàu với việc tạo ra nhiều tổ chức văn hóa, giáo dục, nhiều người còn sống sót đến ngày nay.
Sự tăng trưởng của Warszawa bị kiềm chế bởi một tuyến đôi pháo đài quân sự, bảo vệ tiền đồn quan trọng chiến lược của Nga, mà vào nửa cuối của thế kỷ 19 đã khiến Warszawa trở thành một trong những thành phố đông đúc nhất và mật độ dân cư cao nhất vào thời đó. Để hỗ trợ vệ sinh khiếm khuyết, các nhà chức trách bắt đầu cho xây dựng nhà máy nước tiên phong Warszawa (thiết kế bởi William Lindley), và hệ thống sưởi ấm đầu tiên và cài đặt nước ấm đã được lắp đặt.
Vào thời điểm chuyển giao thế kỷ, Warszawa đã được điện khí hóa, có được nhà máy điện đầu tiên điện và xe điện mặt đất đầu tiên, cũng như một mạng điện thoại. Khi bắt đầu cuộc chiến tranh thế giới thứ nhất, Warszawa đã nhộn nhịp; thành phố hiện đại có gần 1 triệu người, đầy rẫy những kiến trúc sang trọng, belle-epoque thích nghi với mật độ của nó.

#### Giữa thế chiến
Khi Ba Lan giành được độc lập, Warszawa trở thành thủ đô của một quốc gia độc lập. Thành phố không chỉ phải chịu đựng tổn thất nặng nề trong chiến tranh, mà còn sớm bị đe dọa bởi các lực lượng quân Liên Xô đang tiến tới, đội quân chỉ bị đẩy lùi tại biên giới trong những năm 1920 trong trận Warszawa. Trong khi bất ổn chính trị và đấu tranh xảy ra sau đó, Ba Lan đạt mức tăng trưởng kinh tế, lạc quan và quan tâm đúng quy hoạch và đô thị trong thời gian đó, và Warszawa được hưởng lợi từ đó rất nhiều, đặc biệt là dưới thời Tổng thống giữa hai cuộc chiến cuối cùng của nó, Stefan Starzyński.
Warszawa đã có được một sân bay tối tân ở Okęcie, tuyến đường sắt trung tâm thông qua trạm kết nối tất cả các liên kết đường sắt lớn mà trước đây đã trải qua hoặc chấm dứt trong thành phố, và thậm chí cả một trạm phát sóng truyền hình thử nghiệm. Khu dân cư quy hoạch hiện đại và hấp dẫn được tạo ra bên ngoài của tuyến pháo đài lịch sử, đặc biệt là về phía bắc trong Żoliborz và Bielany. Warszawa tiếp tục trộn các tòa nhà hiện đại mới và cũ và nhiều điền vào khoảng trống giữa hoặc thay thế các tòa nhà cũ khắp thành phố, cung cấp cho chiết trung nhìn Warszawa được biết đến với cả ngày nay.
Sự phát triển của thời điểm đó, trong khi sau đó bị phá hủy phần lớn trong Chiến tranh thế giới thứ hai, là những công cụ để định hình Warszawa như ngày nay. Hầu hết đã được xây dựng lại hoặc đúng nguyên văn hoặc trong một hình thức tương tự và địa điểm, trong khi một số người sống sót.

### Chiến tranh thế giới thứ hai
Phần lớn thời kỳ Chiến tranh thế giới thứ hai, Warszawa bị chiếm đóng bởi Đức Quốc xã, nhưng không đầu hàng mà không có các cuộc chiến đấu lớn mà gây ảnh hưởng thành phố - hơn 10% các tòa nhà đã bị phá hủy, trong khi nhiều người khác và cơ sở hạ tầng bị hư hại. Các nhà chức trách Đức xem Warszawa có thể bị phá hủy và có những kế hoạch lớn của cuối cùng hoàn toàn xây dựng lại nó như một thành phố kế hoạch, với Đức Quốc xã và biểu tượng thay thế tất cả các di sản Ba Lan. Điều này đã không trở thành hiện thực dưới mọi hình thức, nhưng giải thích trong khi người ta ít chú ý giữ gìn thành phố, bị định kỳ đánh bom của lực lượng Liên Xô sau năm 1941.
Đó là một thời kỳ đặc biệt bi kịch cho dân Do Thái ở Warszawa, vốn đã là một bộ phận lớn và quan trọng của cộng đồng dân cư nói chung trong phần lớn lịch sử Warszawa. Các lực lượng Đức Quốc xã đã lệnh cho người Do Thái chỉ giới hạn ở Warsaw Ghetto, vươn ra phần lớn quận Wola, và tiếp tục với kế hoạch của họ để tiêu diệt họ. Điều này cuối cùng dẫn đến sự cuộc nổi dậy Warsaw Ghetto năm 1943.
Trong giai đoạn cuối cùng của chiến tranh, kịch tính và bi thảm cuộc nổi dậy Warszawa đã diễn ra vào năm 1944 trong bối cảnh của sự thất bại của Đức và quân Liên Xô tiến vào Warszawa. Điều này cuối cùng đã dẫn đến sự phá hủy của hầu hết các tòa nhà còn lại ở Warszawa và tiếp tục giảm đáng kinh ngạc của mạng sống, trong khi không đạt được mục tiêu của giải phóng Warszawa khỏi các lực lượng Đức trước khi quân Liên Xô sẽ tiến vào. Hồng quân Liên Xô sau đó chiếm được thành phố đã tê liệt và bị san bằng thắt chặt số phận của Ba Lan là một quốc gia vệ tinh cộng sản của Liên Xô.
Điều quan trọng cần lưu ý là cuộc nổi dậy Warsaw Ghetto năm 1943 và nổi dậy Warszawa năm 1944 là sự kiện lịch sử hoàn toàn riêng biệt.

### Sau Thế chiến II - xây dựng lại thành phố

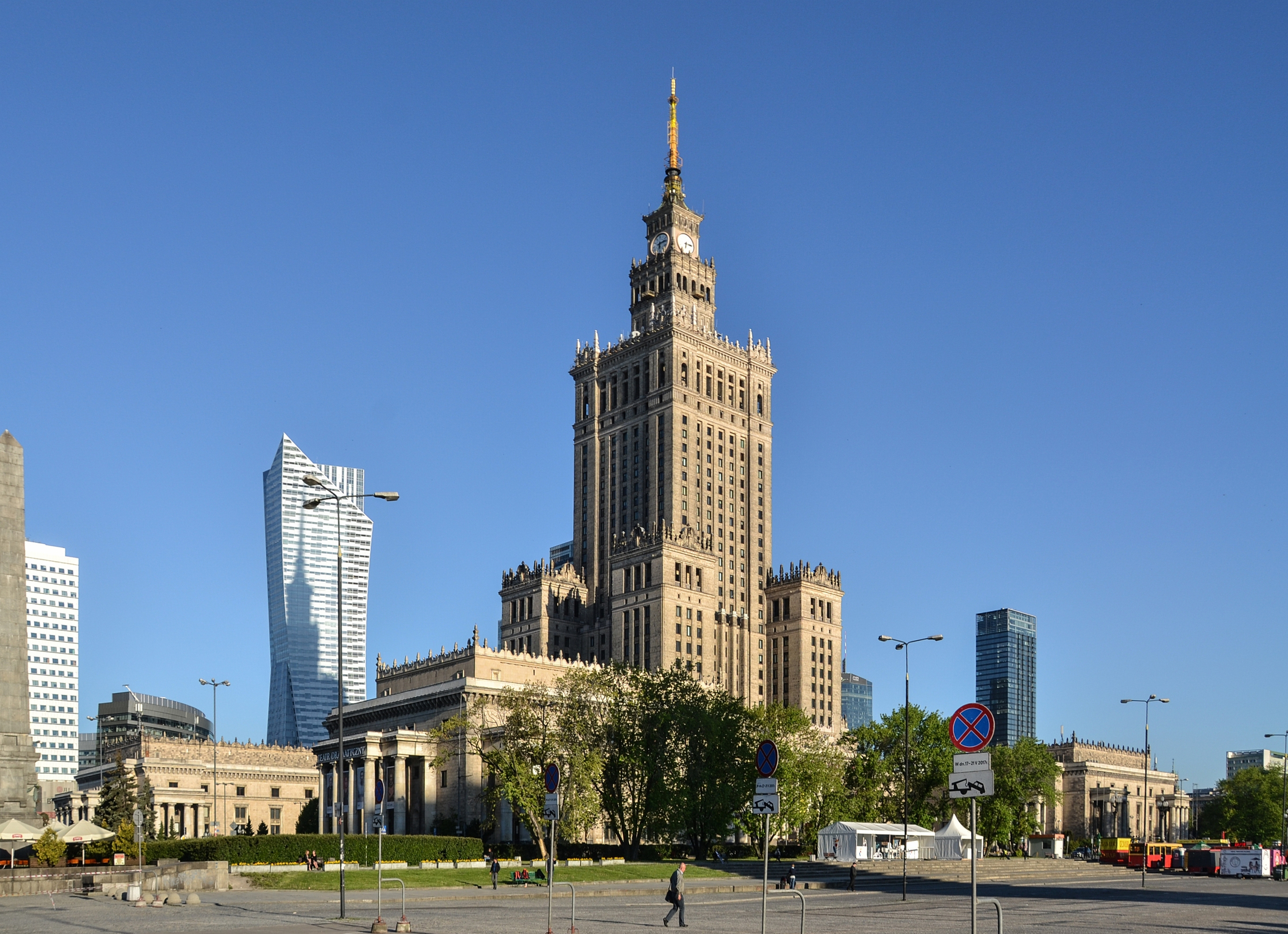
Cung điện Văn hóa và Khoa học Stalin đã trở thành một biểu tượng tháp của thời Waras hậu chiến

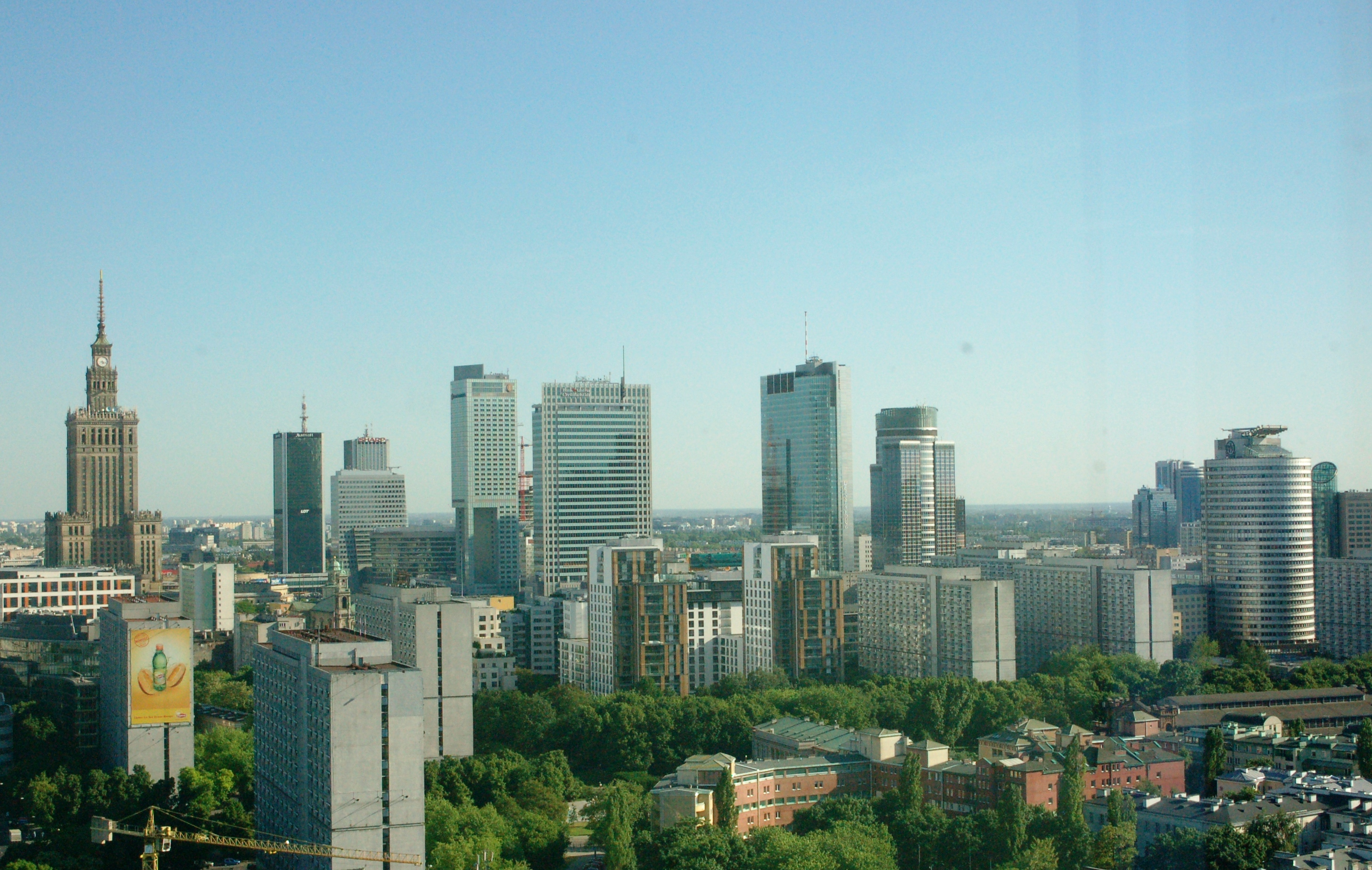
Ngày nay, Cung điện được bao quanh bởi các tòa nhà cao tầng hiện đại

Năm 1945, Warszawa gần như bị phá hủy hoàn toàn. Người ta ước tính rằng hơn 80% của thành phố như bị phá hủy, bao gồm gần như toàn bộ trung tâm thành phố và các tòa nhà lịch sử nhất và quan trọng. Trong số gần 1,4 triệu người, một nửa đã chết trong chiến tranh (bao gồm cả gần như đại đa số dân Do Thái), những người khác bị buộc phải rời bỏ hoặc bỏ chạy một cách tự nguyện, và chỉ có khoảng 10% dân số ban đầu sống ở những tàn tích của thành phố.
Do vậy, việc xây dựng lại thành phố là một nhiệm vụ vô cùng to lớn, nhưng người ta không do dự vì thực tế là nó đã được thực hiện. Một ủy ban đặc biệt gồm kiến trúc sư và nhà quy hoạch đô thị được nỗ lực tiến hành. Mô hình thành phố của họ hình thành phố đã định hình thành phố như ngày nay. Một mặt, người ta tỉ mỉ khôi phục lại các tòa nhà lịch sử lâu đời nhất và quan trọng nhất sử dụng tài liệu còn tồn tại, mà còn hình ảnh cũ và thậm chí cả tranh. Mặt khác, ý thức hệ cộng sản chạy rất nhiều so với các nhân vật thời tiền chiến Warszawa, và lý do thực tế và cơ hội quy hoạch đô thị quyết định lập kế hoạch trên quy mô lớn hơn, dự tính một mở rộng, nhiều thành phố có mật độ thấp hơn.

## Khí hậu
| Dữ liệu khí hậu của Warszawa            | Dữ liệu khí hậu của Warszawa | Dữ liệu khí hậu của Warszawa | Dữ liệu khí hậu của Warszawa | Dữ liệu khí hậu của Warszawa | Dữ liệu khí hậu của Warszawa | Dữ liệu khí hậu của Warszawa | Dữ liệu khí hậu của Warszawa | Dữ liệu khí hậu của Warszawa | Dữ liệu khí hậu của Warszawa | Dữ liệu khí hậu của Warszawa | Dữ liệu khí hậu của Warszawa | Dữ liệu khí hậu của Warszawa | Dữ liệu khí hậu của Warszawa |
| Tháng                                   | 1                            | 2                            | 3                            | 4                            | 5                            | 6                            | 7                            | 8                            | 9                            | 10                           | 11                           | 12                           | Năm                          |
| --------------------------------------- | ---------------------------- | ---------------------------- | ---------------------------- | ---------------------------- | ---------------------------- | ---------------------------- | ---------------------------- | ---------------------------- | ---------------------------- | ---------------------------- | ---------------------------- | ---------------------------- | ---------------------------- |
| Cao kỉ lục °C (°F)                      | 13.0 (55.4)                  | 17.0 (62.6)                  | 22.0 (71.6)                  | 30.4 (86.7)                  | 32.8 (91.0)                  | 35.1 (95.2)                  | 35.9 (96.6)                  | 37.0 (98.6)                  | 31.1 (88.0)                  | 25.0 (77.0)                  | 18.9 (66.0)                  | 15.0 (59.0)                  | 37.0 (98.6)                  |
| Trung bình ngày tối đa °C (°F)          | 0.6 (33.1)                   | 1.9 (35.4)                   | 6.6 (43.9)                   | 13.6 (56.5)                  | 19.5 (67.1)                  | 21.9 (71.4)                  | 24.4 (75.9)                  | 23.9 (75.0)                  | 18.4 (65.1)                  | 12.7 (54.9)                  | 5.9 (42.6)                   | 1.6 (34.9)                   | 12.6 (54.7)                  |
| Trung bình ngày °C (°F)                 | −1.8 (28.8)                  | −0.6 (30.9)                  | 2.8 (37.0)                   | 8.7 (47.7)                   | 14.2 (57.6)                  | 17.0 (62.6)                  | 19.2 (66.6)                  | 18.3 (64.9)                  | 13.5 (56.3)                  | 8.5 (47.3)                   | 3.3 (37.9)                   | −0.7 (30.7)                  | 8.5 (47.3)                   |
| Tối thiểu trung bình ngày °C (°F)       | −4.2 (24.4)                  | −3.6 (25.5)                  | −0.6 (30.9)                  | 3.9 (39.0)                   | 8.9 (48.0)                   | 11.8 (53.2)                  | 13.9 (57.0)                  | 13.1 (55.6)                  | 9.1 (48.4)                   | 4.8 (40.6)                   | 0.6 (33.1)                   | −3.0 (26.6)                  | 4.6 (40.3)                   |
| Thấp kỉ lục °C (°F)                     | −31.0 (−23.8)                | −27.2 (−17.0)                | −22.2 (−8.0)                 | −7.2 (19.0)                  | −2.8 (27.0)                  | 1.6 (34.9)                   | 5.0 (41.0)                   | 3.0 (37.4)                   | −2.0 (28.4)                  | −9.6 (14.7)                  | −17.0 (1.4)                  | −22.8 (−9.0)                 | −31.0 (−23.8)                |
| Lượng Giáng thủy trung bình mm (inches) | 27 (1.1)                     | 26 (1.0)                     | 31 (1.2)                     | 34 (1.3)                     | 56 (2.2)                     | 69 (2.7)                     | 73 (2.9)                     | 64 (2.5)                     | 46 (1.8)                     | 32 (1.3)                     | 37 (1.5)                     | 34 (1.3)                     | 529 (20.8)                   |
| Số ngày mưa trung bình                  | 12                           | 11                           | 12                           | 13                           | 14                           | 15                           | 14                           | 13                           | 15                           | 15                           | 15                           | 14                           | 163                          |
| Số ngày tuyết rơi trung bình            | 14                           | 14                           | 9                            | 2                            | 0.1                          | 0                            | 0                            | 0                            | 0                            | 1                            | 7                            | 14                           | 61                           |
| Độ ẩm tương đối trung bình (%)          | 87                           | 85                           | 78                           | 71                           | 70                           | 72                           | 73                           | 74                           | 81                           | 84                           | 89                           | 89                           | 79                           |
| Số giờ nắng trung bình tháng            | 42                           | 67                           | 108                          | 155                          | 218                          | 230                          | 235                          | 219                          | 143                          | 102                          | 41                           | 29                           | 1.589                        |
| Nguồn 1: Pogoda.ru.net                  |                              |                              |                              |                              |                              |                              |                              |                              |                              |                              |                              |                              |                              |
| Nguồn 2: NOAA (nắng, 1961–1990)         |                              |                              |                              |                              |                              |                              |                              |                              |                              |                              |                              |                              |                              |

## Hành chính
| Quận nội ô     | Dân số    | Diện tích (km²) |
| -------------- | --------- | --------------- |
| Mokotów        | 217 651   | 35,40           |
| Praga Południe | 187 845   | 22,40           |
| Wola           | 143 996   | 19,26           |
| Ursynów        | 137 716   | 44,60           |
| Bielany        | 136 485   | 32,30           |
| Śródmieście    | 135 000   | 15,60           |
| Targówek       | 124 316   | 24,37           |
| Bemowo         | 100 588   | 24,95           |
| Ochota         | 93 192    | 9,70            |
| Praga Północ   | 74 304    | 11,40           |
| Białołęka      | 64 000    | 74,00           |
| Wawer          | 62 656    | 79,71           |
| Żoliborz       | 50 934    | 8,50            |
| Ursus          | 44 312    | 9,35            |
| Włochy         | 36 276    | 28,63           |
| Rembertów      | 21 893    | 19,30           |
| Wesoła         | 18 482    | 22,60           |
| Wilanów        | 14 032    | 36,73           |
| Tổng cộng      | 1 690 821 | 517,90          |

## Hình ảnh

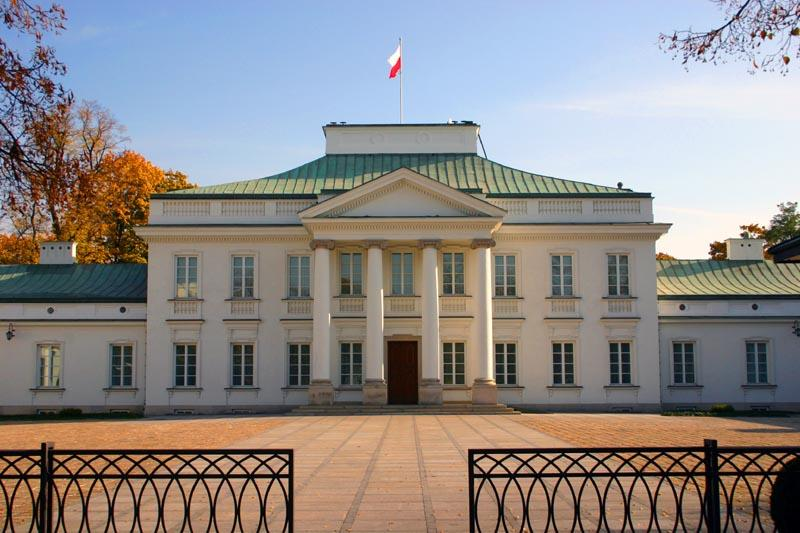
Belweder ở Công viên Łazienki
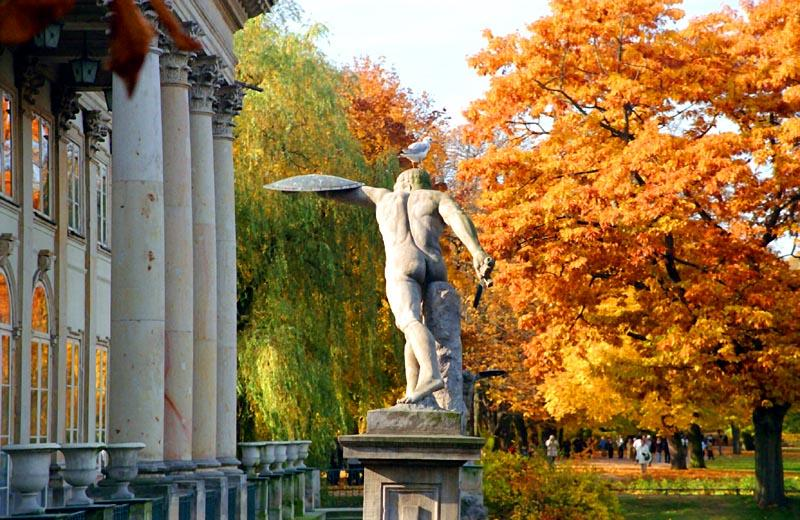
Cung điện Łazienki
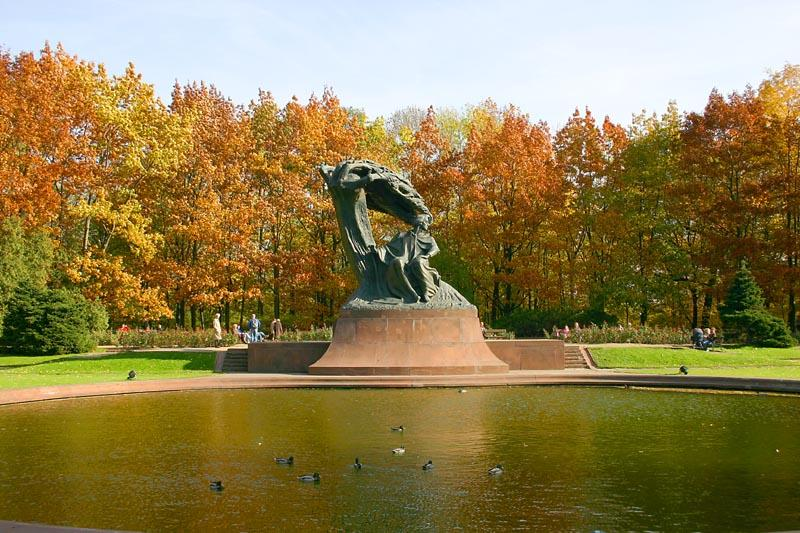
Tượng đài nhạc sĩ Chopin
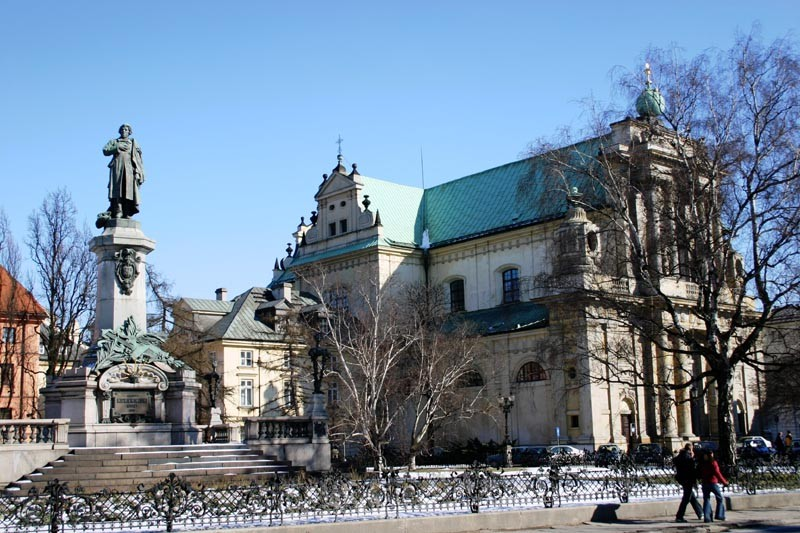
Tượng của Adam Mickiewicz
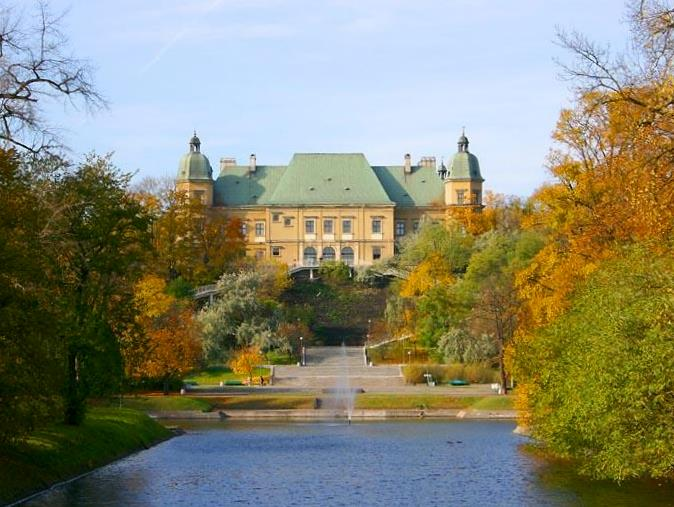
Lâu đài Ujazdowski

## Kinh tế
Năm 2003, có 268.307 công ty được thành lập ở Warszawa. Thành phố tạo ra 15% thu nhập của Ba Lan. GDP (PPP) đầu người năm 2005 là 28.000 USD. Tỷ lệ thất nghiệp thấp nhất Ba Lan, không vượt quá 6%. Vị trí thuận tiện ở trung tâm đất nước và cơ sở hạ tầng rộng lớn khiến các công ty và tập đoàn quốc tế có trụ sở chính tại Warsaw. Các nhà tuyển dụng lớn nhất trong thành phố bao gồm: LOT (Hãng hàng không Ba Lan), Đại học Warsaw, các học viện và văn phòng, Samsung, AstraZeneca, Saint-Gobain, Danone, CD Projekt.

## Giao thông
Warsszawa có 3 sân bay sân bay Warsaw Chopin, sân bay Warsaw–Modlin Mazovia, sân bay Warsaw Babice, tàu điện ngầm.